# Templo de Isis y Serapis (Roma)
El templo de Isis y Serapis fue un templo doble que existió en la Antigua Roma dedicado a las deidades egipcias Isis y Serapis en el Campus Martius, directamente al este de Saepta Julia. El templo de Isis, el Iseum Campense, se encontraba frente a una plaza desde el Serapeum dedicado a Serapis. Los restos del templo de Serapis ahora se encuentran bajo la iglesia de Santo Stefano del Cacco, y el templo de Isis se encuentra al norte de ella, justo al este de Santa María sopra Minerva. Ambos templos estaban formados por una combinación de estilos arquitectónicos egipcio y helenístico. Gran parte de las obras de arte que decoraban los templos utilizaban motivos que evocaban a Egipto y contenían varios objetos genuinamente egipcios, como parejas de obeliscos en granito rojo o rosa de Syene.

## Historia
El culto probablemente se introdujo en Roma durante el siglo II a. C., como lo atestiguan dos inscripciones descubiertas en la colina Capitolina que mencionan a los sacerdotes de Isis Capitolina. Cassius Dio informa que en el 53 a. C. el Senado ordenó la destrucción de todos los santuarios privados dentro del pomerium dedicados a los dioses egipcios; sin embargo, el segundo Triunvirato votó un nuevo templo para Serapis e Isis en el 43 a. C.. Augusto decretó medidas represivas contra los cultos egipcios en el 28 a. C., Agrippa lo hizo en el 21 a. C., y Tiberio, en el 19 d. C., ejecutó a los sacerdotes de la diosa y arrojó la estatua del culto al Tíber.
El culto fue reinstalado oficialmente en algún momento entre el reinado de Calígula y el 65 d. C., y continuó practicándose hasta el final del período imperial tardío, cuando todos los cultos paganos fueron prohibidos mediante el Edicto de Tesalónica y el cristianismo se convirtió en la religión estatal del Imperio romano.
Se desconoce la fecha precisa de la construcción del santuario en el Campo de Marte, pero se ha sugerido que fue construido poco después de la votación del Triunvirato en el 43 a. C., entre el 20 y el 10 a. C., o durante el reinado de Calígula. (37-41 d. C.). Todo el complejo también fue reconstruido por Domiciano después de su destrucción en el gran incendio del año 80, y posteriormente restaurado por Severo Alejandro. Si todavía estuvo en uso durante el siglo IV, habría sido cerrado durante la persecución a los paganos en el Imperio romano tardío.
Un incendio en el siglo V d. C. dejó el edificio en ruinas, y sus últimos restos probablemente fueron destruidos en los siglos siguientes, aunque algunas partes (como los dos arcos de entrada) podrían haber sobrevivido hasta la Edad Media.

## Ubicación y arquitectura

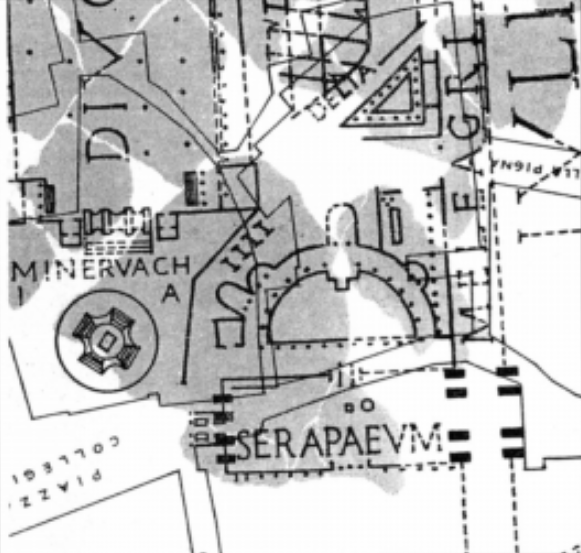
Serapeum en la Forma Urbis Romae

Juvenal menciona que el templo se encuentra junto a la Saepta Julia, ubicación confirmada por la representación en la Forma Urbis Romae que muestra una parte sur que comprende un ábside semicircular con varias exedras y un patio rodeado por pórticos en los lados norte y sur, con una entrada al Este.
Es difícil recoger datos más precisos sobre el aspecto original del santuario, ya que su arquitectura ha sido completamente borrada por construcciones posteriores y modificaciones en la zona. La reconstrucción generalmente aceptada  propone que toda el área era un rectángulo de aproximadamente 220x70 m que comprendía pozos, obeliscos y estatuas egipcias, junto con un pequeño templo de Isis en la sección septentrional.

## Representaciones

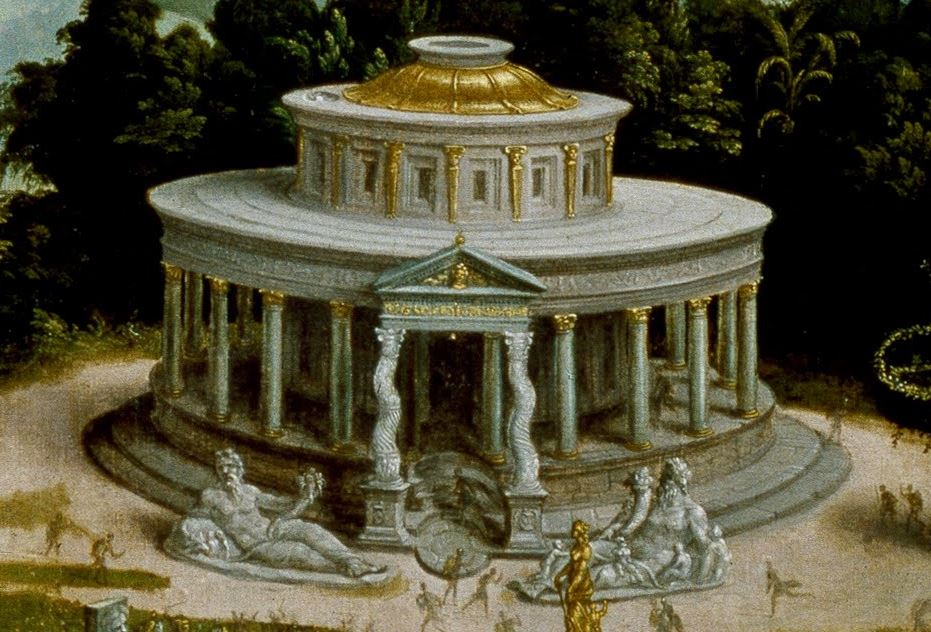
Reconstrucción de Martin van Heemskerck del del templo de Isis precedido por las estatuas del Tíber y del Nilo (detalle de la obra Secuestro de Helena y las maravillas del mundo antiguo, de 1535)

Las únicas representaciones conocidas del santuario, aparte del plano de la Forma Urbis, son cuatro denarios acuñados durante los reinados de Vespasiano y Domiciano. La moneda más antigua muestra un pequeño templo corintio sobre un podio, con un arquitrabe de estilo egipcio con disco solar y ureai rematado por un pedimento que muestra aIsis-Sothis montando al perro Sirius; las columnas enmarcan la estatua de culto de la diosa dentro de la cella. El templo parece ligeramente diferente en una emisión posterior, en la que tiene un techo plano, pero la presencia de la estatua de culto idéntica permite la identificación con el mismo templo. Otra moneda muestra un templo tetrástilo sobre un podio con la parte superior plana, y una estructura similar con un pedimento, interpretado como el templo de Serapis. El último denario representa un arco de tres vanos que podría ser el propylon del santuario. Un arco similar con la inscripción ARCVS AD ISIS está presente en uno de los relieves del mausoleo de los Haterii del siglo II d. C. Esta edificación ha sido identificada con el Arco di Carmigliano, que una vez estuvo frente a Via Labicana y fue desmantelado en 1595, que habría constituido la entrada oriental al santuario construido por Vespasiano. También se ha propuesto que se pueda acceder a la zona desde el oeste a través de un arco quadrifrons construido por Adriano, ahora parte del ábside de la iglesia de Santa María Sopra Minerva.

## Hallazgos arqueológicos

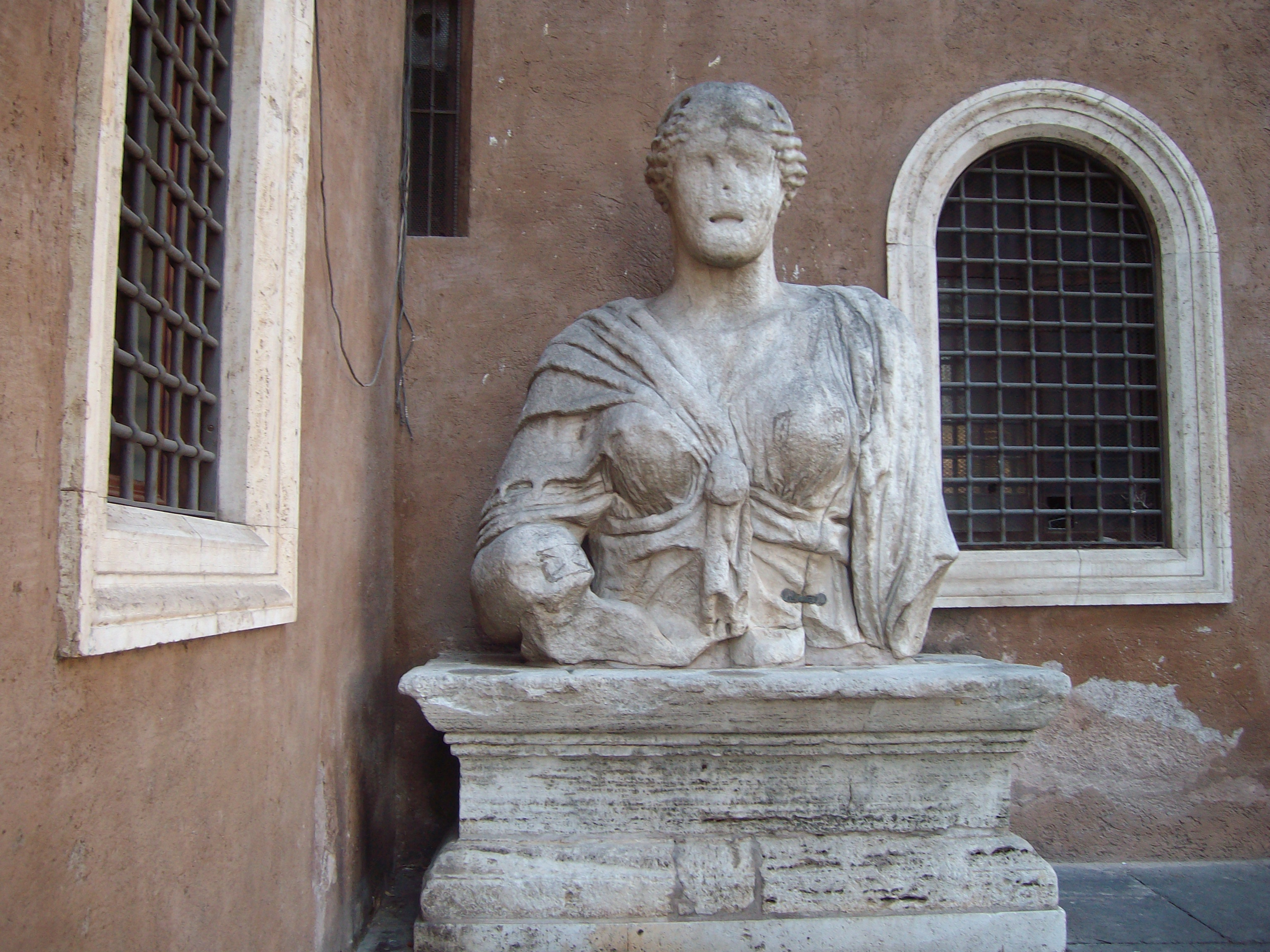
'Madama Lucrezia'

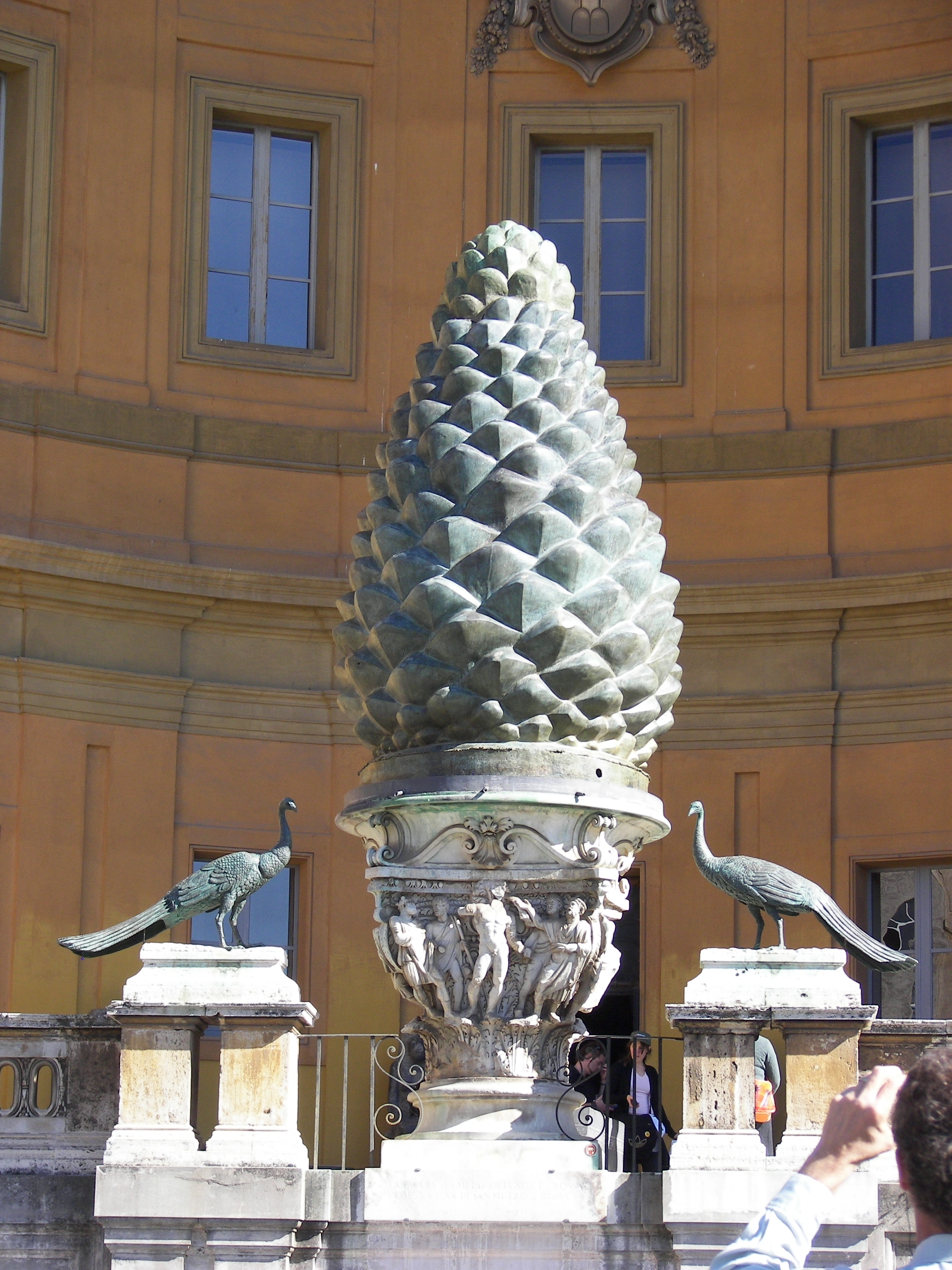
Fuente de la Piña

En la zona se han descubierto varias Aegyptiaca, posiblemente procedentes del santuario. Entre ellos, hay cuatro parejas de obeliscos y varios artefactos: Madama Lucrezia, considerada por algunos estudiosos parte de la decoración del santuario o del pedimento del templo de Isis; el pie de mármol que da nombre a la Via del Piè di Marmo; tres columnas con frisos que representan a sacerdotes egipcios; varios capiteles en forma de loto de estilo egipcio; la Fuente de la Piña del Museo Vaticano; la estatua del Nilo en los Museos Vaticanos, y la estatua del Tíber con Romulo y Remo; una estatua de Thoth como un babuino ; y posiblemente las estatuas de leones que ahora decoran la fuente del Acqua Felice y la escalera que conduce a la Piazza del Campidoglio y la estatua de un gato en la adyacente Via della Gatta, junto con la tabla de Bembine.

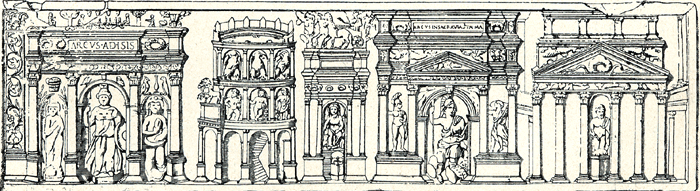
Edificios romanos representados en la tumba de Haterii; el arco 'a Isis' es el primero a la izquierda

### Los obeliscos del templo de Isis
En el templo había cuatro parejas de obeliscos, ahora recuperados en otros lugares. Son los siguientes:
- obelisco del Panteón. El obelisco de Ramsés II, procedente del templo de Ra en Heliópolis, cubierto de jeroglíficos y que medía seis metros, fue probablemente transportado a Roma bajo el mando de Domiciano. Encontrado frente a San Macuto en el siglo XVI, fue erigido en 1711 por el papa Clemente XI sobre la fuente del Panteón.
- obelisco de la villa Celimontana. Este obelisco, del que sólo la punta es antigua, se considera gemelo del obelisco del Panteón. Lleva inscripciones en jeroglíficos, con el cartucho de Ramsés II. Probablemente fue transportado a Roma bajo Domiciano, al mismo tiempo que otros, como el de las Termas (conocido como Dogali), o el de la piazza della Minerva, para adornar los propileos del templo de Isis y Serapis, en el campo de Marte.[40] En la Edad Media, sin embargo, se encontraba en el Capitolio[41]
- obelisco de la piazza della Minerva. Se trata del obelisco del rey Apriès (siglo VI a. C.) en Saïs, que lleva una inscripción en jeroglíficos (sólo cuatro líneas). Encontrado en 1665 cerca del templo de Isis (pero se desconoce la ubicación exacta), fue erigido en 1667 bajo el pontificado de Alejandro VII sobre el elefante de Bernini, piazza della Minerva.
- Obelisco del monumento de Dogali. Este pequeño obelisco lleva una inscripción jeroglífica que indica que procede de Heliópolis, con el cartucho de Ramsés II. Se considera sobreviviente de un dúo similar al formado por los obeliscos del Panteón y de la villa Celimontana.[42] Fue encontrado bajo el ábside de la basílica de Minerva en 1883, luego erigido en 1887 por el rey Humberto I, en el monumento a los caídos de Dogali, viale delle Terme. Mide seis metros de altura (9,25 m con el monumento que sirve de pedestal).
- obelisco de la piazza Navona. Este obelisco de tamaño mediano, importado de Egipto por Domiciano, lleva inscripciones jeroglíficas grabadas en Roma, aludiendo a las reparaciones del templo de Isis. Primero fue erigido entre los templos de Isis y Sarapis en el Campo de Marte, luego transportado a la spina del circo de Majencio, entre 306 y 312. Encontrado en el circo de Majencio, vía Apia, ue erigido en 1651 por Inocencio X sobre la fuente de los Cuatro Ríos, de Bernini, piazza Navona. Su altura es de 16,50 m.
- Obelisco del jardin de Boboli en Florencia. Este obelisco de Ramsés II, procedente de Heliópolis, lleva inscripciones en jeroglíficos, casi idénticas a las del obelisco del Panteón. Su altura es de 6,34 metros. Fue encontrado frente a la Basílica de Minerva en ?, luego instalado en los jardines de la villa Médicis, en el Pincio, hasta 1787. Finalmente fue transportado a Florencia, donde fue erigido en 1790 en el jardín de Boboli. Luego se instaló una copia en la villa Médicis.[Ex. 11]
- obelisco de Urbino. Dos obeliscos del rey Apries (siglo VI a. C.), de (Sais ?), de las mismas dimensiones, llevaban las mismas inscripciones en jeroglíficos. Por lo tanto, fue posible reunir cuatro fragmentos de los dos obeliscos, aunque no coincidían del todo, para formar uno solo, erigido en 1737 por el cardenal Albani frente al palacio ducal y/o a la iglesia de San Domenico en Urbino. El resultado de ese rescate fue placentero y armonioso.[Ex. 12][Ex. 13]
- obelisco de la iglesia de San Luis de los Franceses. Otro obelisco está enterrado cerca de la iglesia de San Luis de los Franceses: nunca ha sido excavado, por lo que no se puede decir nada más al respecto.[43]
- obelisco de Munich. Otro obelisco del Iséum se encuentra en el Palacio Cavalieri-Maffei, en Piazza Branca (ahora Piazza Cairoli), luego en la Villa Albani y luego, al parecer, llevado a París por Napoleón I, finalmente restaurado y enviado a la Gliptoteca de Munich.[43] Compuesto por tres fragmentos, se exhibe en el Staatliches Museum Ägyptischer Kunst (Museo Nacional de Arte Egipcio).

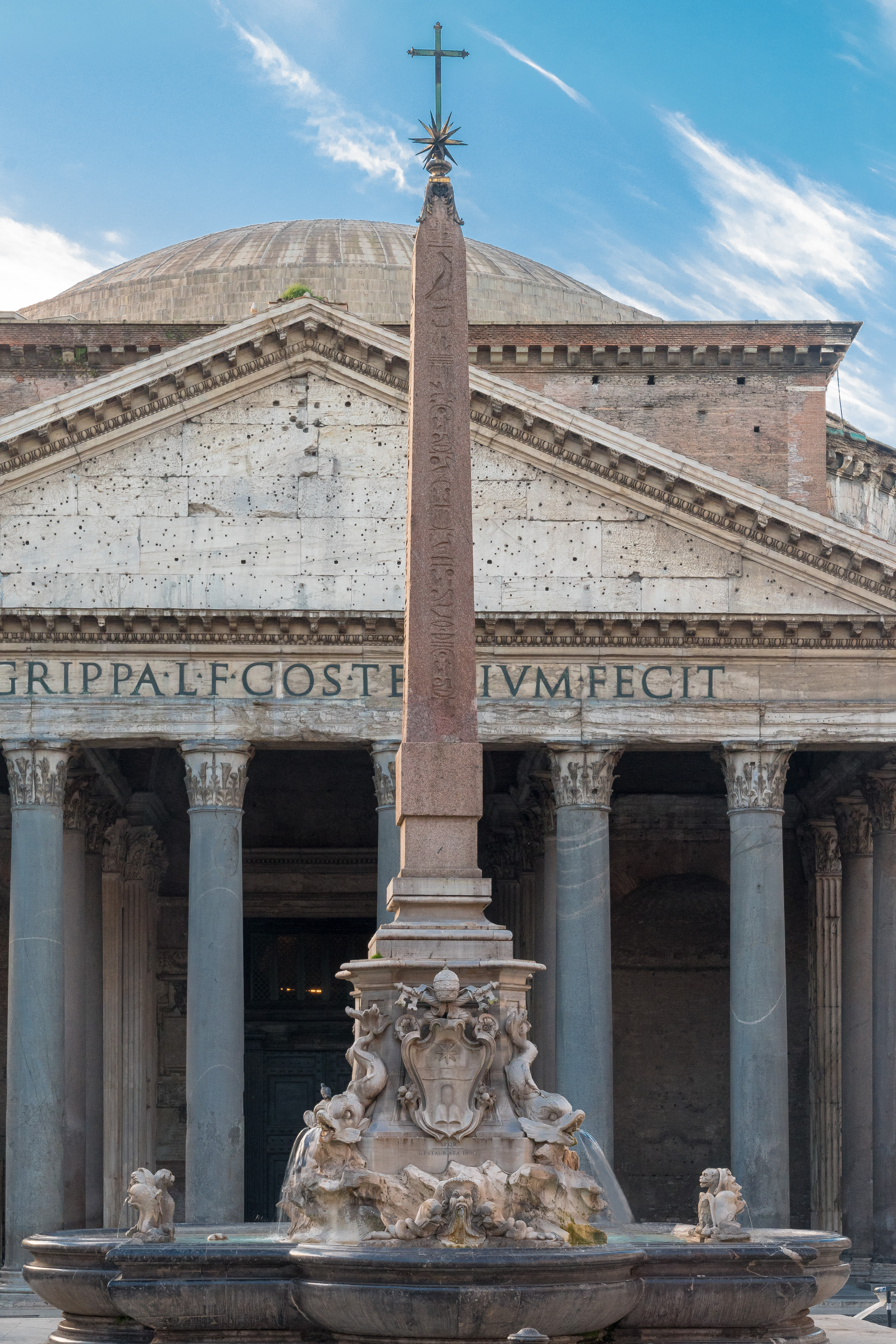
Obelisco del Panteón
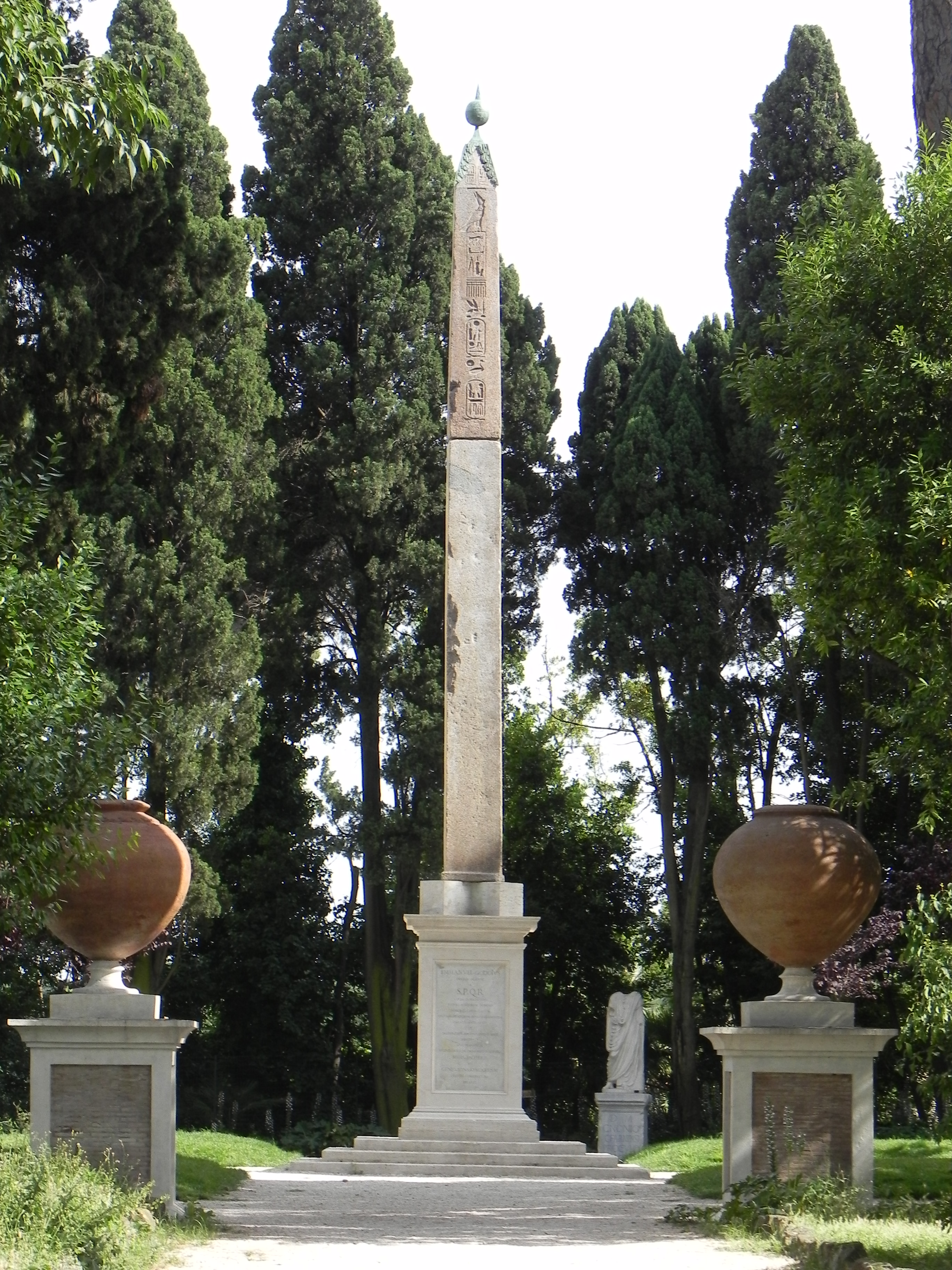
Obelisco de Villa Celimontana
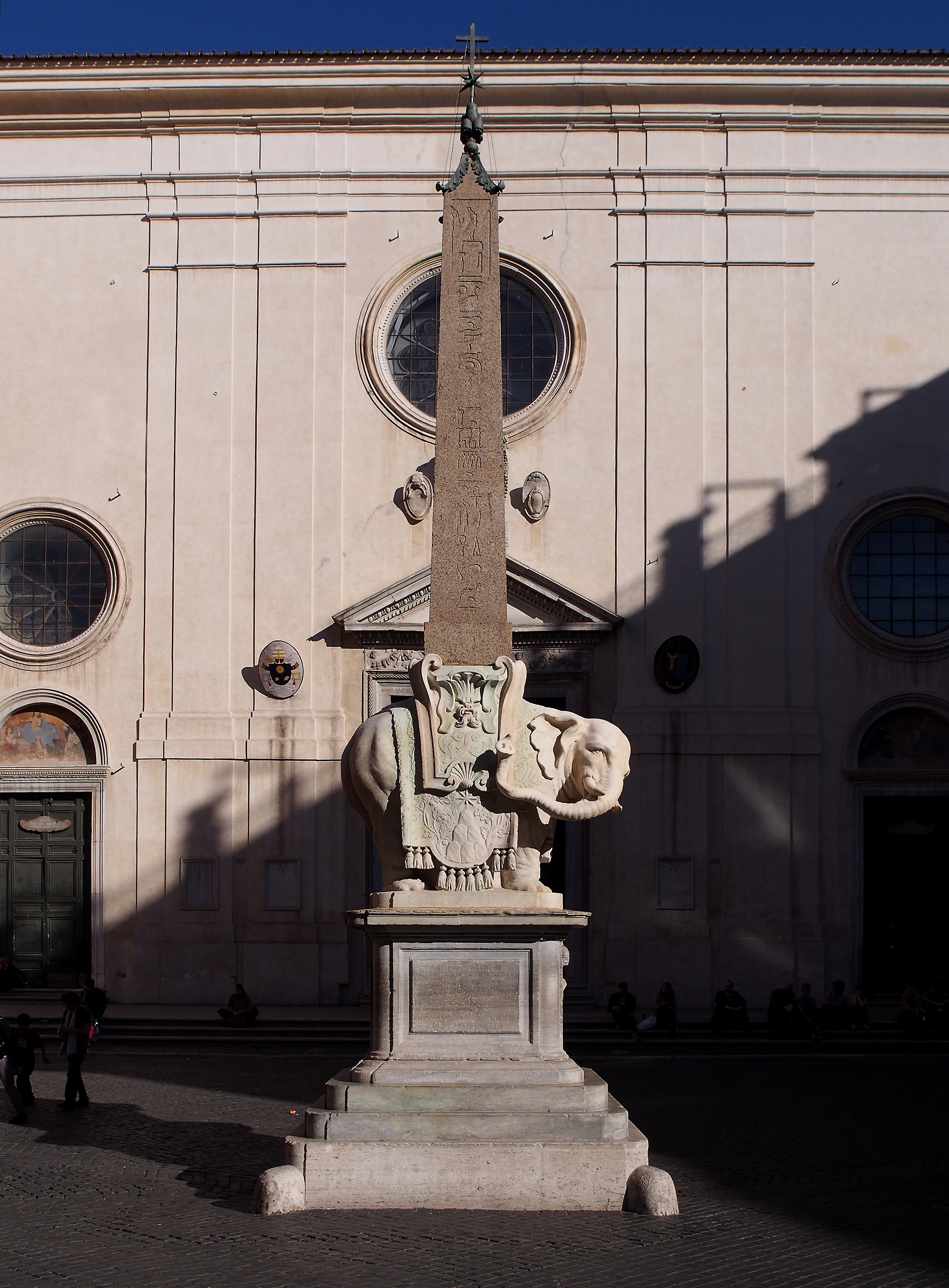
Obelisco de la Piazza della Minerva
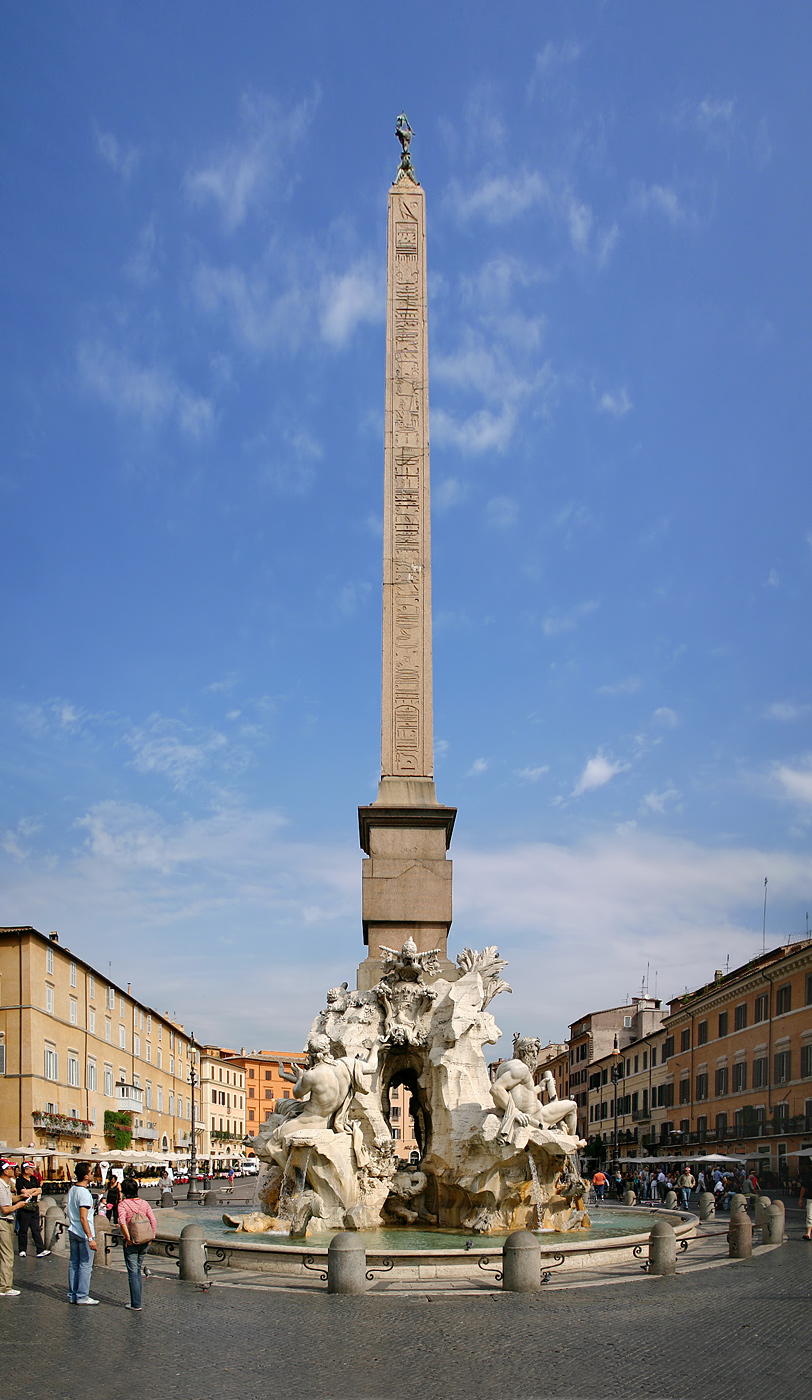
Obelisco de la piazza Navona
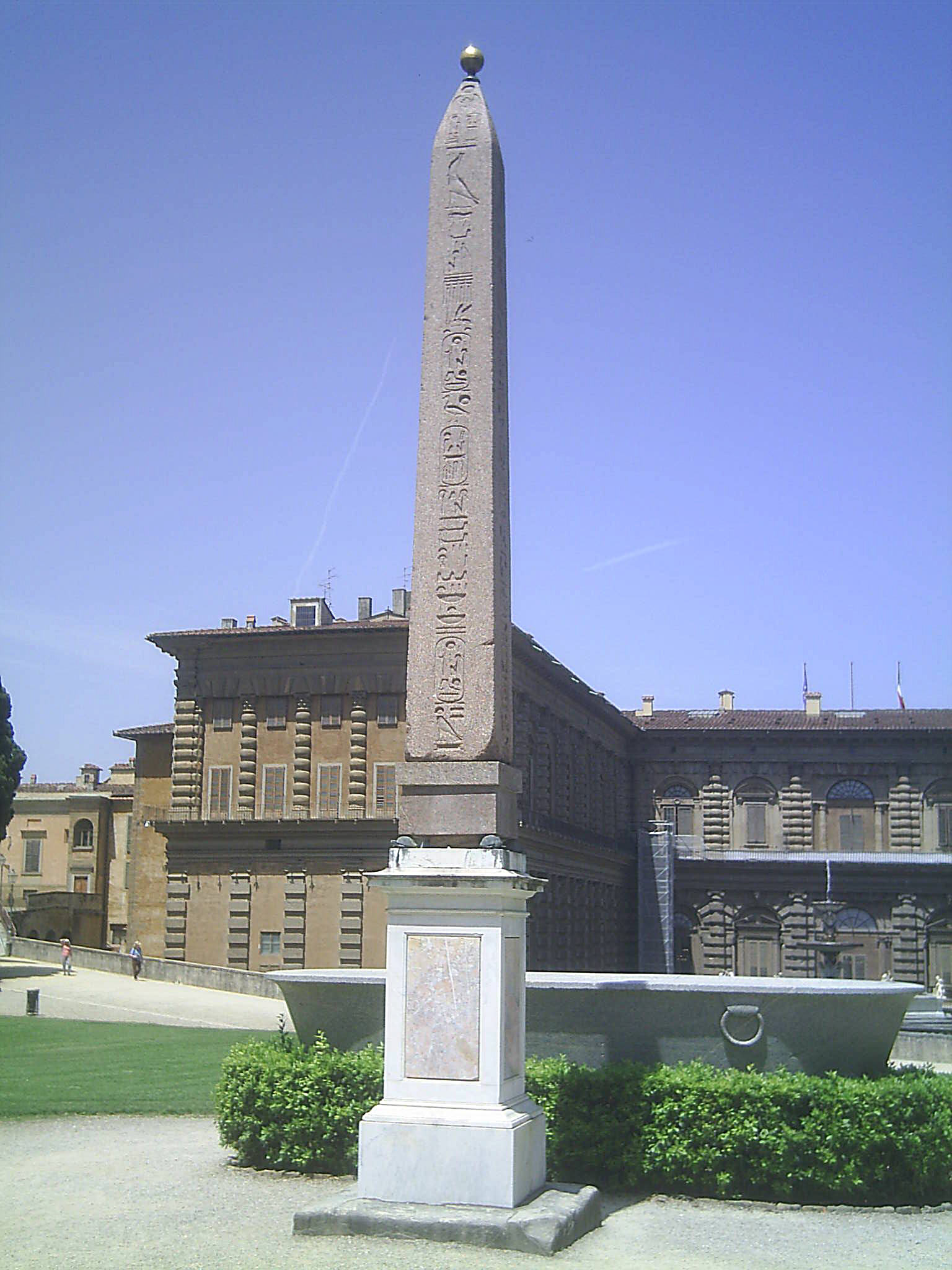
Obelisco de Florencia
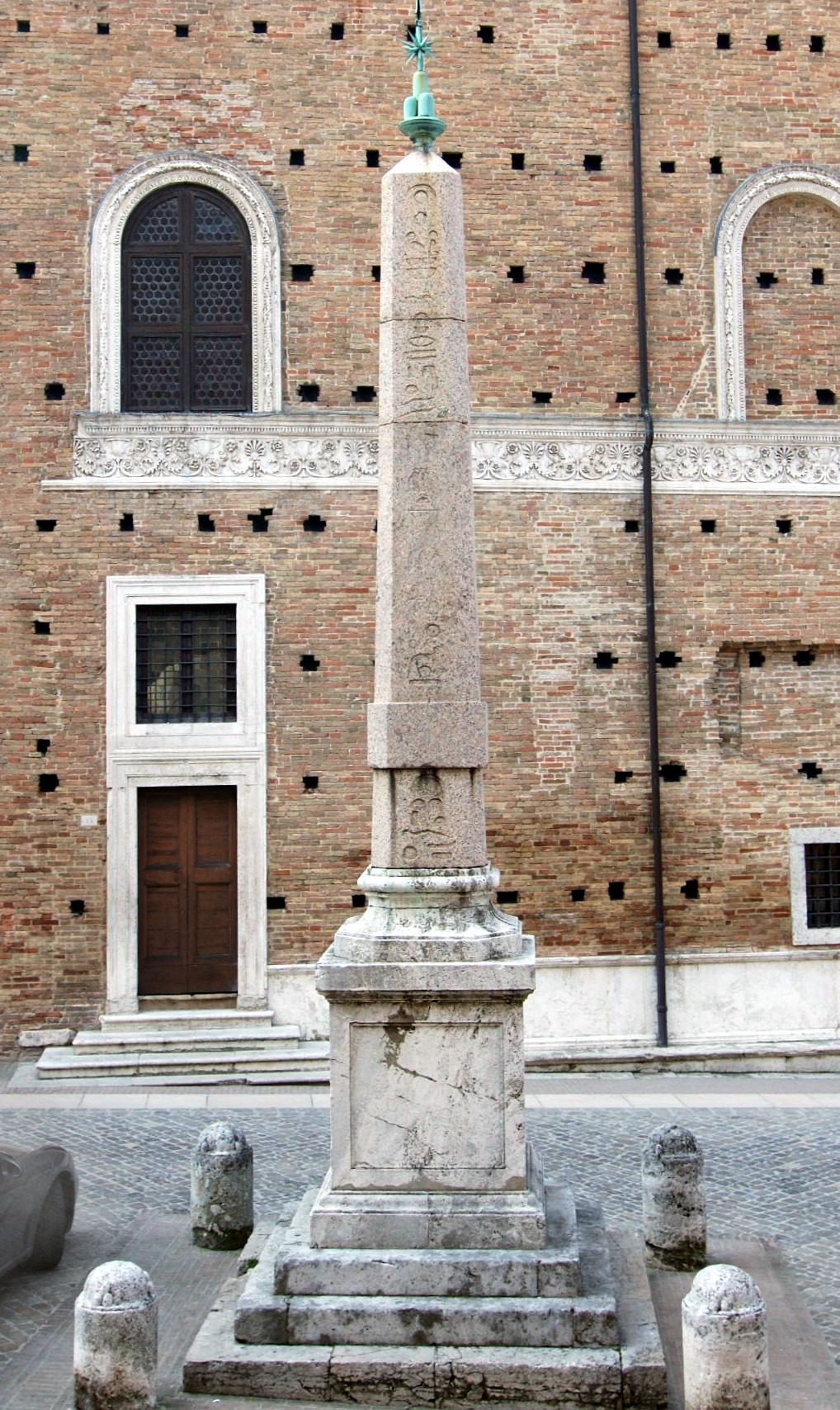
Obelisco de Urbino
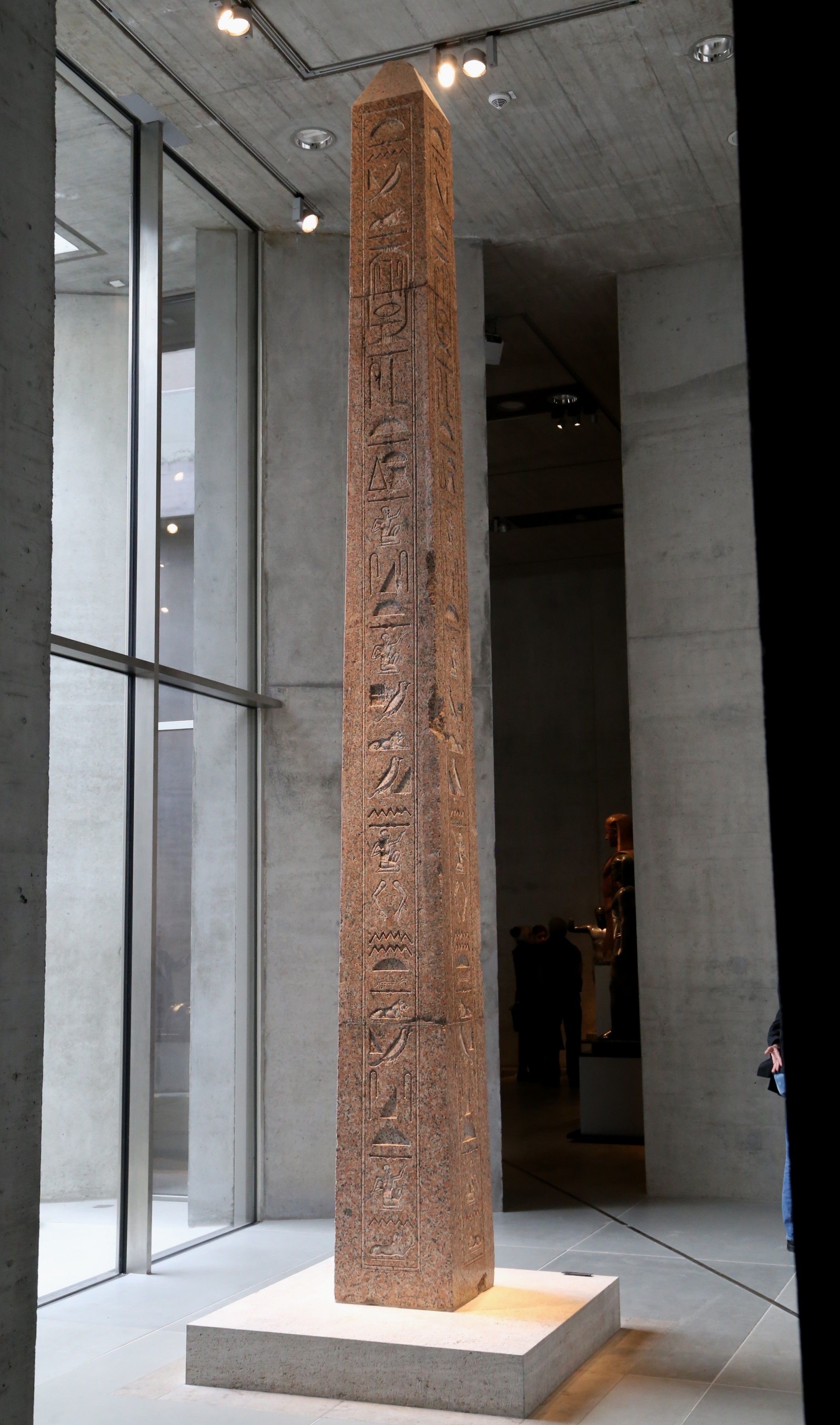
Obelisco de Munich.
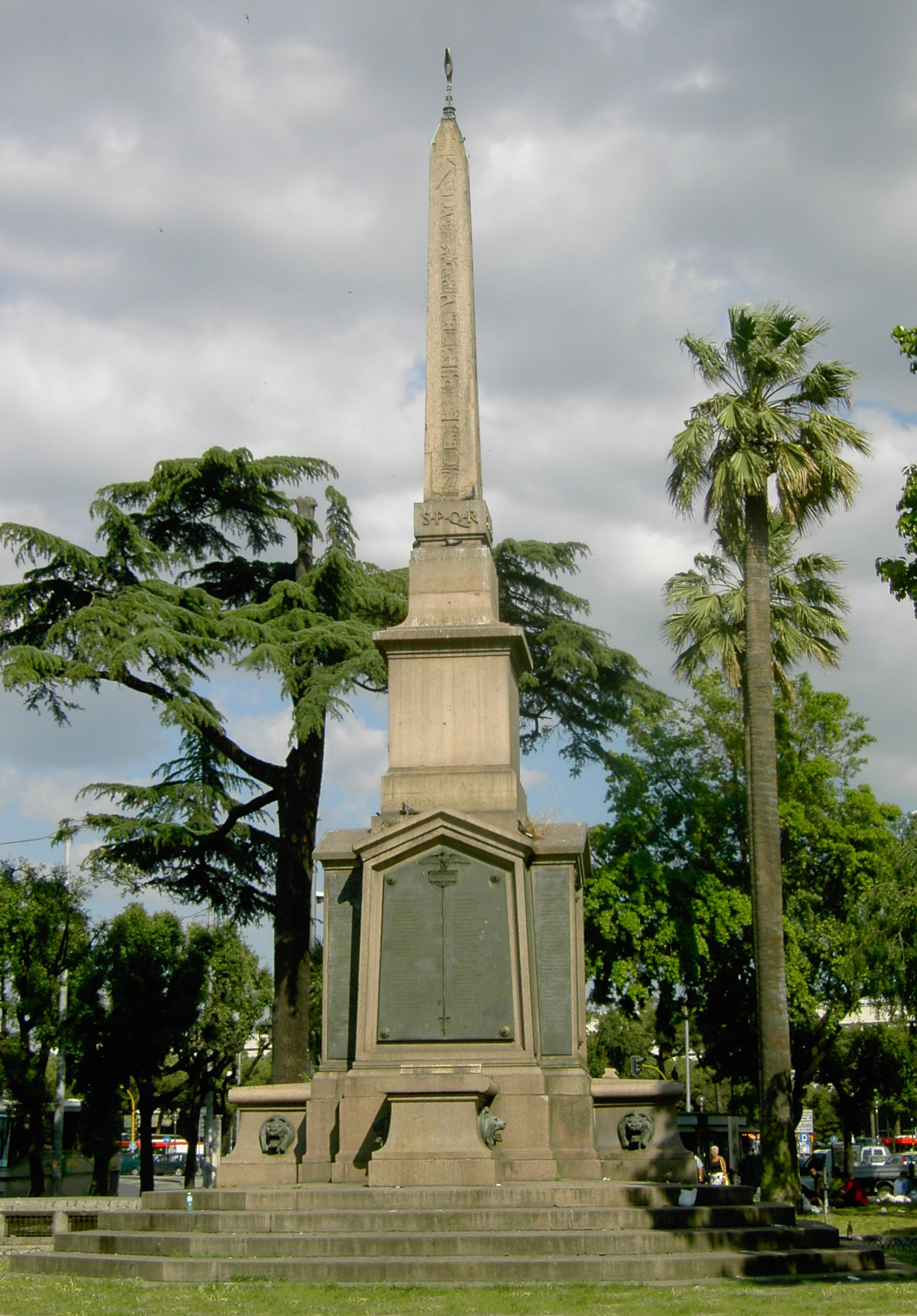
Obelisco del monumento de Dogali

## Estatuas de culto

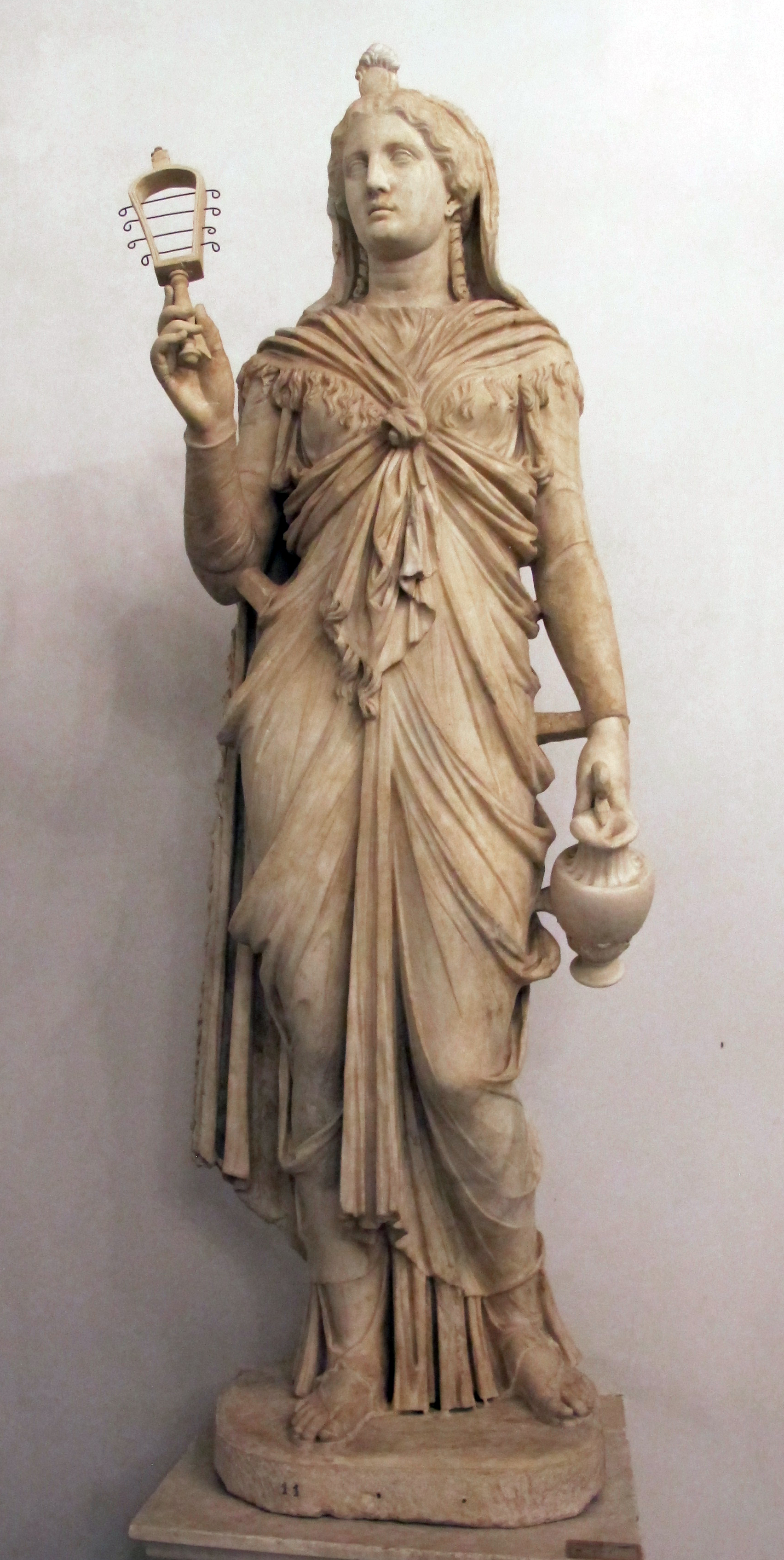
Estatua de Isis en los Museos Capitolinos

Se ha sugerido que la estatua de culto de Isis podría haber sido similar a la que se encuentra actualmente en los Museos Capitolinos basándose en las representaciones de la estatua encontradas en las monedas.
Otros posibles restos de una estatua de culto del santuario son una cabeza de Serapis en los Museos Capitolinos y una estatua de Cerbero en la Villa Albani.

## Planta de la parte central del Campus Martius
| Planta intemporal de la parte central del Campo de Marte (Campus Martius) |
| --- |
| Termas de Nerón Estadio de Domiciano Panteón Basílica de Neptuno Termas de Agripa Stagnum? Odeón de Domiciano ¿Almacenes? Saepta Julia Diribitorium Porticus Divorum Aqua Virgo Arco de Claudio Porticus Vipsania Cuarteles de las Vigiles Templo de Isis y Serapis Templo de Minerva Chalcidica Altar de Marte Via Flaminia Via Flaminia Templo de Adriano Templo de Matidia Teatro de Pompeyo Templos de Largo Argentina Porticus Minucia Columna de Marco Aurelio T. de M.Aurelius y Faustina (?) Arco de M. Aurelio (?) Columna de Antoninus Pius Ustrinum Antoninorum Ustrinum M. Aurelii Via Recta Pórtico de Pompeyo Arcus Novus Porticus Meleagri Porticus de los Argonautas Piazza della Rotonda Villa Publica |